# Na koncu mavrice (film)
Na koncu mavrice je romantični film iz leta 2014, ki je bil posnet po romanu irske avtorice Cecelie Ahern, scenarij je pripravil Juliette Towhidi, film je režiral Christian Ditter.   

## Vsebina
Alex in Rosie sta najboljša prijatelja že iz otroštva. Med zabavo za Rosien 18. rojstni dan Alex poljubi pijano in ugotovi, da ima do nje čuti čustva. Naslednji dan Rosie po črpanjem želodca obžaluje, da se je napila in Alexu reče, naj pozabi na prejšno noč. Alex si njene besede razlaga kot, da Rosie želi biti prijateljica.
Greg (njen sošolec), povabi Rosie na šolski ples. Medtem ko je prvotno nameravala iti z Alexom, sprejme Gregovo ponudbo, ko izve, da je Alex razmišljal, na ples povabiti z dekletom po imenu Bethany.
Rosie si želi, da bi nekoč vodila svoj hotel, zato se je prijavila in bila sprejeta na tečaj hotelskega menedžmenta na bostonski univerzi. Toda zadeve se zapletejo, ko Rosie izve, da je noseča, vendar Alexu noče povedati, zaradi bojazni, da bo opustil priložnost za študij na Harvardu, da bi skrbel za njo. Po odhodu Alexa v ZDA Rosie rodi hčerko, ki ji da ime Katie. Alex izve za Rosieino nosečnost od Bethany in postane Katiein boter.
Pet let kasneje Rosie obišče Alexa v Bostonu in skupaj preživita noč, obujata spomine in obiskujeta priljubljene turistične kraje. Naslednje jutro odkrije, da je Alexsovo dekle noseče. Rosie ju zapusti in se vrne nazaj v Anglijo. Z Gregom, ki je sprva pobegnil na Ibizo, ko je izvedel za njeno nosečnost, in se na poročita. Kasneje Rosie izve, da se je Alex ločil od svojega dekleta, potem ko je odkril, da otrok ni njegov. 
Preteče še pet let, ko Rosiein oče umre na počitnicah v Nici. Alex je udeleženec pogreba, kjer se sočustvuje z Rosie. Alex Rosie napiše pismo, v katerem pravi, da si zasluži boljšega moža in da je on lahko ta boljši mož. Vendar Greg skrije pismo pred Rosie. Kasneje Rosie odkrije, da jo Greg vara in ga izžene. Medtem ko odlaga njegove stvari, najde pismo od Alexa. Pokliče ga, vendar odkrije, da je že zaročil Bethany. Rosie, postane poročna priča na njuni poroki.
Rosie želi prekiniti poroko, vendar ne uspešno, saj je cerkveni obred do njenega prihoda že končan. Alex izve, da se Rosie ne spomni poljuba, ki sta ga dobila na njen 18. rojstni dan. 
Z dediščino po očetu Rosie končno izpolni svojo željo po ustanovitvi lastnega hotela. Alex je njen drugi gost. Ko pride, da ji pove, da je končal zakon z Bethany, in z njo deli ponavljajoče se sanje o tem, da sta skupaj.

## Igralska zasedba
- Lily Collins kot Rosie Dunne
  - Beau Rose Garratt kot Rosie (6 let)
  - Lara McDonnell kot Rosie (stara 10 let)
- Sam Claflin kot Alex Stewart
  - Tighe Wardell kot Alex (6 let)
  - Tom John Kelly kot Alex (10 let)
- Tamsin Egerton kot Sally
- Suki Waterhouse kot Bethany Williams
- Jaime Winstone kot Ruby
- Christian Cooke kot Greg
- Lily Laight kot Katie Dunne
  - Rosa Molloy kot Katie (5 let)
- Matthew Dillon kot Toby (12 let)
  - Aaron Kinsella kot Toby (5 let)
- Nick Lee kot Herb
- Nick Hardin kot Joe American
- Jamie Beamish kot Phil
- Art Parkinson kot Gary Dunne